# Pseudaletis zebra
Pseudaletis zebra är en fjärilsart som beskrevs av Holland 1891. Pseudaletis zebra ingår i släktet Pseudaletis och familjen juvelvingar. Inga underarter finns listade i Catalogue of Life.